# Hacıhəsənli
Hacıhəsənli è un comune dell'Azerbaigian situato nel distretto di Tovuz. Conta una popolazione di 552 abitanti.